# 야스다 겐신
야스다 겐신(일본어: 保田 堅心, 2005년 3월 5일~)는 일본의 축구 선수이다.

## 구단 경력
그는 2022년 J2리그의 오이타 트리니타에 입단했다. 2024년까지 68경기에 출전하여, 6득점을 넣었다. 2025년 KRC 헹크로 이적했다.